# Sofronievo
Sofronievo (bulgariska: Софрониево) är ett distrikt i Bulgarien.   Det ligger i kommunen Obsjtina Mizija och regionen Vratsa, i den nordvästra delen av landet, 110 km norr om huvudstaden Sofia.
Trakten runt Sofronievo består till största delen av jordbruksmark. Runt Sofronievo är det ganska glesbefolkat, med 45 invånare per kvadratkilometer.